# Kletterndes Löwenmaul
Das Kletternde Löwenmaul (Maurandya scandens) ist eine in Südmexiko bis nach Zentralamerika beheimatete Kletterpflanze aus der Familie der Wegerichgewächse. Aufgrund ihrer auffälligen und langanhaltenden Blüte wird sie in vielen Teilen der Welt als Zierpflanze angebaut und ist vielerorts ausgewildert, eingebürgert.

## Beschreibung
Maurandya scandens ist eine ausdauernde Kletterpflanze und wird bis zu 2–3 Meter hoch oder lang. Die Sprossachsen bilden oft Adventivwurzeln aus.
Die wechselständigen, spieß- bis pfeilförmigen, ganzrandigen und gelappten bis grob gezähnten, spitzen, auf den Lappen, Zähnen oft feinstachspitzigen, Laubblätter sitzen auf 8 bis 42 Millimeter langen Blattstielen. Die kahlen Blattspreiten sind 11 bis 62 lang und 4 bis 45 Millimeter breit.
Die gestielten Blüten erscheinen achselständig und einzeln. Die zwittrigen und fünfzähligen Blüten (Rachenblüten) mit doppelter Blütenhülle sind zwittrig. Sie hat rosa-weiße trichterförmige Blüten mit breitem Schlund an langen, kahlen, 30 bis 85 Millimeter langen Blütenstielen. Die kleinen, eilanzettlichen und knapp verwachsenen Zipfel der Blütenkelche werden 10 bis 15 Millimeter lang, am Ansatz sind sie 2 bis 4 Millimeter breit und sie sind kahl bis spärlich mit drüsigen Härchen besetzt. Die außen schwach behaarte Krone mit kürzeren, abgerundeten bis eingebuchteten, ausladenden Lappen ist zweilippig. Die 4 kurzen, didynamischen Staubblätter sind eingeschlossen. Der oberständige, zweikammerige Fruchtknoten ist meist kahl und der kahle, eingeschlossene, relativ kurze Griffel ist 13 bis 16 Millimeter lang. Sie blüht und fruchtet von April bis Dezember.
Die asymmetrischen, unregelmäßig eiförmigen und vielsamigen, knorpeligen Samenkapseln werden 10 bis 12 Millimeter lang und sind in leicht ungleiche Fächer unterteilt.
Die Chromosomenzahl beträgt 2n = 24.
Sie ist recht hitzeresistent und kann milde Winter bis knapp −7 °C überstehen.
Sie verwendet den Zuckeralkohol Mannitol, um Kohlenhydrate in ihrem Phloem zu transportieren.

### Artabgrenzung
Die eng verwandte Maurandya barclayana hat blau-violette Blüten und eher haarige als haarlose Kelchblätter. Lophospermum scandens hat längere Blüten und größere, gezähnte Blätter.

## Verbreitung
Das ursprüngliche Verbreitungsgebiet sind steinige Hänge, Schluchten und gestörte Flächen in tropischen und subtropischen Wäldern im Süden Mexikos auf 1200 bis 2200 Metern über dem Meeresspiegel. Die Art bevorzugt ein mittelfeuchtes (mesisches) Biotop. Sie scheint ihren Lebensraum von Norden her entlang der kalkigen Sierra Madre Oriental erschlossen zu haben und ist nach Süden bis in den Vulkangürtel vorgedrungen. Durch menschliche Verschleppung finden sich mittlerweile weltweit Vorkommen.

## Erforschung und Systematik
Wissenschaftlich erstbeschrieben wurde die Art 1793 von Antonio José Cavanilles als Usteria scandens, anhand lebender Pflanzen aus dem Garten des Erzbischofs Valentini in Puçol, Spanien.
Der gültige heutige Name geht auf Christiaan Hendrik Persoon zurück. Es ist die erste beschriebene Art der Gattung Maurandya. Francis W. Pennells Zuordnung zur Gattung Asarina hat sich nicht durchgesetzt. Sie wird von manchen Autoren auch als Lophospermum scandens D. Don in die Gattung Lophospermum gestellt, laut Wayne J. Elisens wohl eine Verwechslung. Das Epitheton scandens bedeutet „kletternd“. Heitz veröffentlichte 1927 die ersten chromosomatischen Daten.